# Княгиня Мария Луиза (станция метро)
Княгиня Мария Луиза (болг. Княгиня Мария Луиза) — станция Второй линии Софийского метрополитена.

## История
Строительство станции велось с 2008 года, станцию запустили 31 августа 2012 года.

## Описание
Платформы боковые, длина 104 метра, находится между станциями Хан Кубрат и Центральный вокзал.

## Галерея

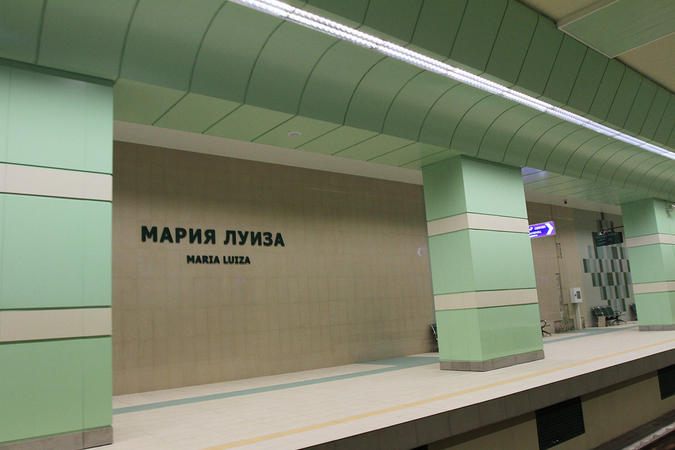
Вид на платформу.
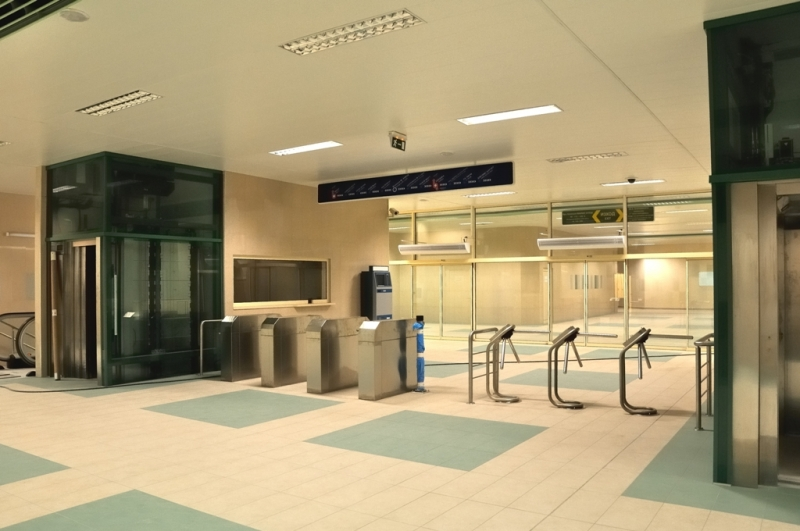
Вестибюль станции.